# Generální gouvernement Lublin
Generální gouvernement Lublin (německy Generalgouvernement Lublin, polsky Generalne gubernatorstwo Lubelskie) byla civilní správní jednotka vytvořena Rakouskem-Uherskem během první světové války a existující v letech 1915 až 1918. Oblast byla jednou z částí regentského Polského království a zahrnovala severozápadní části bývalého ruského Poviselského kraje, který pokrýval téměř celou polovinu polského území.